# Holubinka osmahlá
Holubinka osmahlá (Russula adusta (Pers.) Fr.) je jedlá stopkovýtrusná houba z čeledi holubinkovitých.

## Popis
Klobouk měří 60-180 mm, v mládí vyklenutý, brzy rozprostřený na středu mírně prohloubený, nakonec nálevkovitý, s okrajem ostrým, hladkým, za vlhka lepkavý až slizký.
Pokožka klobouku v mladí bělavá, brzy olivově šedohnědá, často skvrnatá, jemně vrásčitá, jen krátce slupitelná.
Lupeny husté, v mladí bělavé, stářím černající.
Třeň 30–70 × 15–35 mm, válcovitý, až značně kyjovitý, brázditý,v mladí bílý.
Dužina bělavá, pomalu jen slabě růžovějící, pak šednoucí až černající.
Plodnice robustní, s tendencí k šednutí až černání, většinou hluboko usazená v substrátu.
Výtrusy kulovité, a široce elipsoidní, velmi jemně síťnaté, výtrusový prach bílý.

## Synonyma
- Agaricus adustus Pers., Syn. meth. fung. (Göttingen) 2: 459 (1801)
- Agaricus nigricans Bull., Herb. Fr. 5: tab. 212 (1785)
- Omphalia adusta (Pers.) Gray, Nat. Arr. Brit. Pl. (London) 1: 614 (1821)
- Omphalia adusta (Pers.) Gray, Nat. Arr. Brit. Pl. (London) 1: 614 (1821) var. adusta
- Russula adusta (Pers.) Fr., Epicr. syst. mycol. (Upsaliae): 350 (1838) [1836-1838] f. adusta
- Russula adusta f. gigantea Britzelm., Botan. Zbl. 62: 310 (1895)
- Russula adusta f. rubens Romagn., Bull. trimest. Soc. mycol. Fr. 61: 71 (1943)
- Russula adusta (Pers.) Fr., Epicr. syst. mycol. (Upsaliae): 350 (1838) [1836-1838] var. adusta
- Russula adusta var. coerulescens Fr., Monogr. Hymenomyc. Suec. (Upsaliae) 2(2): 185 (1863)
- Russula adusta var. sabulosa Bon, Cryptog. Mycol. 7(4): 306 (1986)
- Russula nigricans var. adusta (Pers.) Barbier, So. Sci. Nat. Sâon. 33(2): 91 (1907)[1]

## Ekologie
Nejčastěji se vyskytuje v období červen-říjen. Roste nejčastěji v jehličnatých a smíšených lesích, roztroušeně pod borovicemi na písčitých, na kyselých půdách.

## Zajímavosti
Jedlá houba horší kvality a chuti, nejlépe se hodí do směsí.

## Možné záměny
- Holubinka černající (Russula nigricans)
- Holubinka hustolistá (Russula dencifolia)